# 南港隧道 (縱貫鐵路)
南港隧道是位於臺灣新北市汐止區的隧道，曾經是台鐵縱貫線使用的鐵路隧道，介於南港車站與汐科車站之間，隧道雖以「南港」為名，但位於汐止區內，僅因位置靠近南港而得名。本隧道1896年開通，2008年9月停用，近年改為機車與腳踏車專用道。

## 沿革

### 清領時期
清光緒十三年（1887年）臺灣設省，在此同時清廷准予設立「全台鐵路商務總局」，開始台灣鐵路興建計劃，1887年6月動工，1889年4月30日，台北至水轉腳間鐵路先行完工，鐵路在行經今日南港隧道之處，並無文獻記載開闢隧道，但張健豐在其2010年《乙未割臺憶舊路》一書中認為，該隧道應該是清朝臺灣鐵路已有的設施，因為隧道南北是山與河川，不可能以引道避開，而可能因為該隧道僅有95公尺長，故未見於文獻，此外日本1904年繪製的《臺灣堡圖》也沒有標註此座已完工的隧道，故日治時期可能是進行隧道擴孔工程，將本來僅能行駛單線軌道的隧道改為可容納雙線軌道的隧道。然而上述該書內容没有列出任何参考或來源，可能是作者原創研究致無法考證，僅能作為本隧道沿革之參考。

### 日治時期
1895年6月起日本統治台灣，由於台灣清治時期鐵路路線標準不佳，軌道材質、設計施工不符使用需求，日本當局臨時臺灣鐵道隊立即進行基隆臺北段鐵路改建，在1895年12月10日開工新建南港隧道（當時名為樟樹灣隧道），是日治時期所興建的第一座鐵路隧道，也是臺灣鐵路史上第一座雙線淨空隧道，長96.8公尺、淨寬6.8公尺、淨高5.6公尺，隧道立面以石砌，中央圓拱型為紅磚砌，1896年6月15日竣工，在隧道口上方有日本内閣總理大臣伊藤博文於1896年所題《開物成務》匾額；隧道內設有一緊急通道，連結隧道外側平行的道路。本隧道通車初期只鋪設單線鐵路。
1912年起，臺灣總督府鐵道部分五個年度將基隆～台北間單線鐵路擴建為複線鐵路，於1917年12月宣告完工，由於南港隧道建成時即設計為雙線淨空，故雙軌工程僅須於隧道內鋪設第2線，隧道整體結構未改變。

### 中華民國時期
1970年代，因西部幹線電氣化工程需求及南港隧道淨空不足，臺灣鐵路管理局自1975年11月5日起進行隧道拓孔工程，改建為混凝土隧道，華熊營造（股）公司承攬改建，施工時先將隧道內雙線鐵路改建為單線鐵路，及在洞內增建拱型鋼圈護體，充做臨時隧道供列車通行，工程人員則在臨時隧道與原隧道壁體間之空間施工，取下《開物成務》匾額，將隧道挖大並新建洞門，於1976年年中完工，完工後隧道內回復為原本的雙線鐵路，並增設懸臂與電車線。1977年12月31日，包含本隧道在內的縱貫線鐵路電氣化第一期工程（基隆～竹南間）完工。
至2008年9月21日，原使用南港隧道的縱貫線路段改行新闢的汐止山岳隧道，該隧道做為鐵路隧道的功能結束，目前已改建為機車與腳踏車專用道。

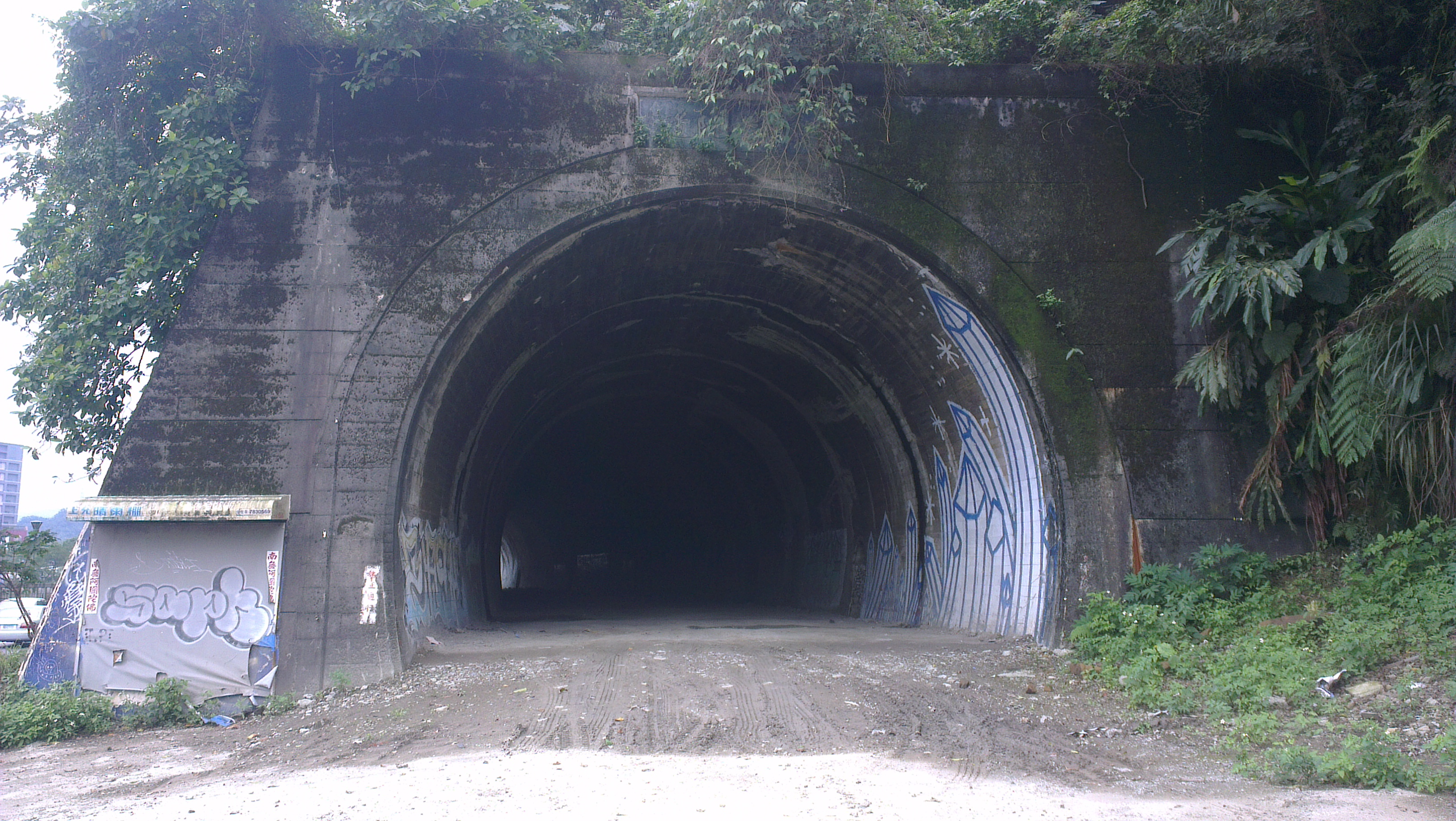
南港隧道順行隧道口。
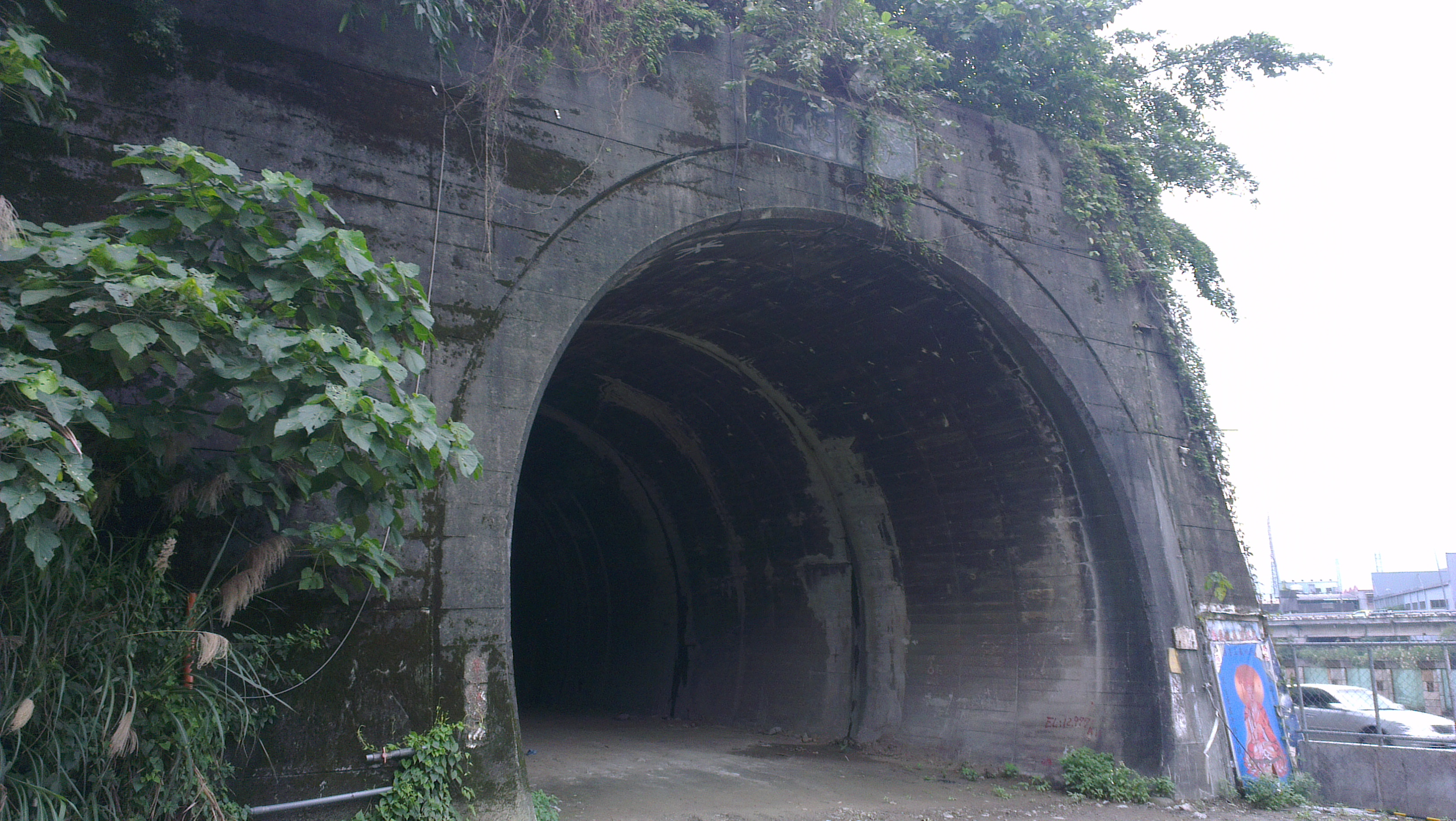
南港隧道逆行隧道口。

## 匾額
南港隧道《開物成務》匾額為伊藤博文在臺僅存墨寶之一，現收藏於國史館台灣文獻館。因汐止當地文史工作者提出製作複製品掛回隧道口之構想，今有複製品立於汐止市區秀峰路汐止區綜合運動場旁，並於其右側設有解說牌。
「開物成務」典故源自《易經．繫辭上》。

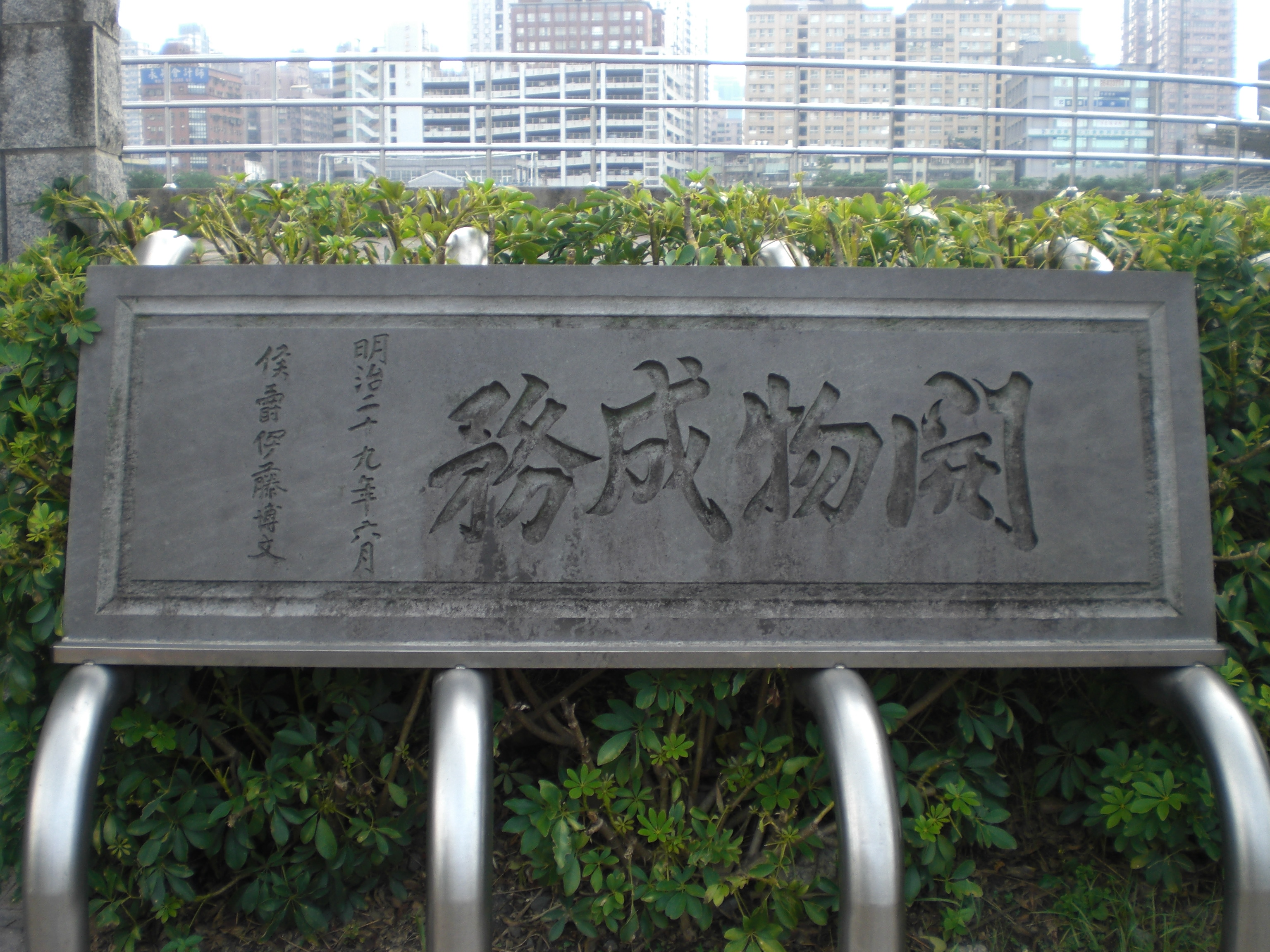
伊藤博文為南港隧道（樟樹灣隧道）親題的「開物成務」匾額。
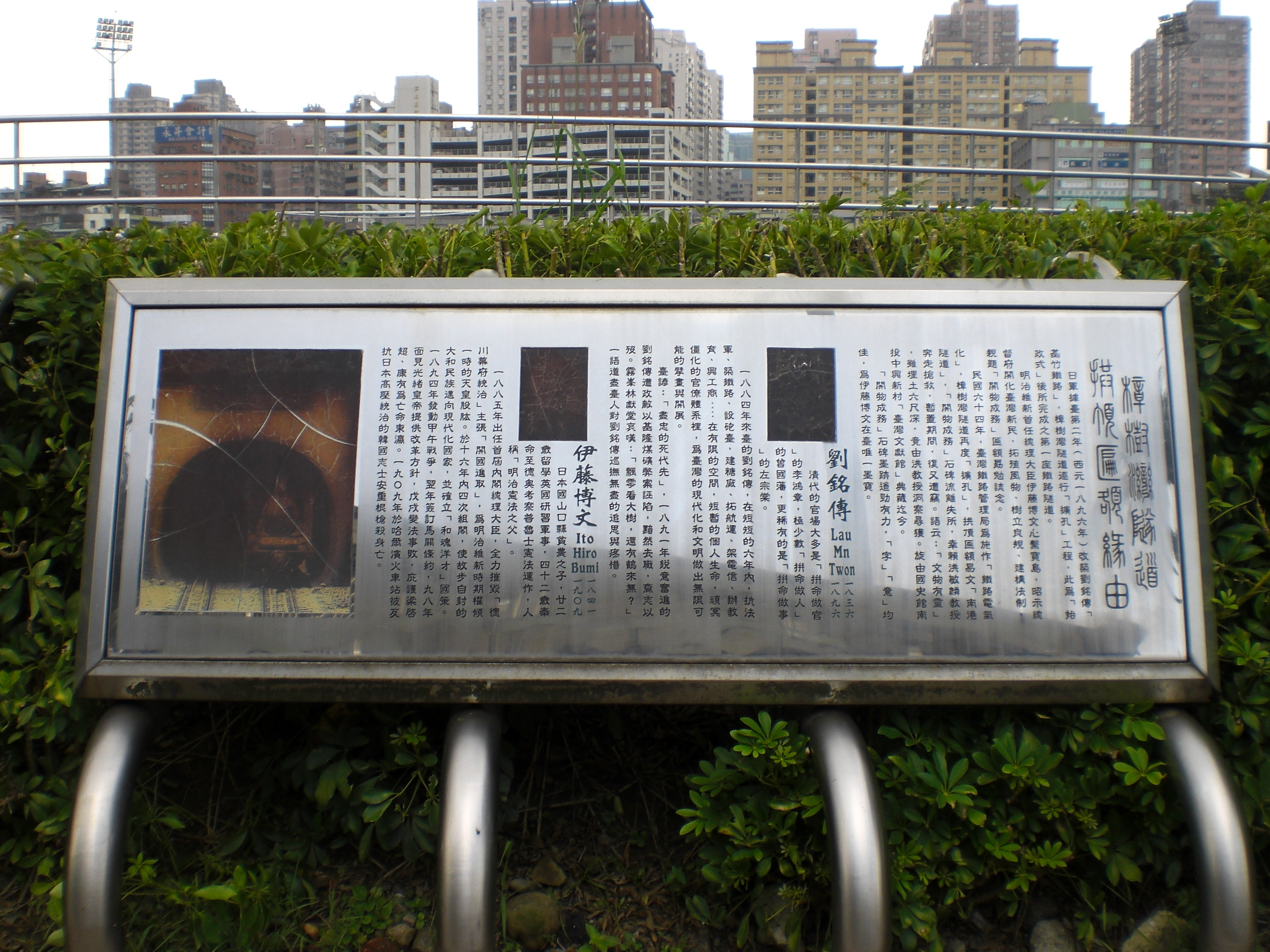
伊藤博文為南港隧道（樟樹灣隧道）親題的「開物成務」匾額解說牌。

## 外部連結
- 「赤腳斌哥 Go Go Barefoot」部落格 - 鐵道旅行 南港隧道 （页面存档备份，存于）（繁體中文）
- 中時電子報 - 南港隧道小檔案 日本治台第一洞[永久]
- 交通部鐵路改建工程局 - 南港專案[永久]